# ویر-زارا
ویر-زارا عنوان فیلمی محصول ۲۰۰۴ هندوستان است. در این فیلم شاهرخ خان، پریتی زینتا، رانی موکرجی،
هما مالینی و آمیتاب باچان بازی می‌کنند.این فیلم تبدیل به بهترین و پر فروش ترین فیلم سال شد ونامزد دریافت چندین جایز هم شد

## موضوع فیلم
زارا حیات خان (پریتی زینتا)، دختری زیبا، جوان و شاد است. وی مسلمان است و در پاکستان زندگی می‌کند. بعد از مرگ خدمتکار خانه (که هندو است)، زارا تصمیم می‌گیرد که به وصیت وی عمل کرده، خاکسترش را به هندوستان برده و در رودخانه‌ای مقدس بریزد. در هندوستان اتوبوس حامل زارا به دره سقوط می‌کند اما زارا به وسیلهٔ ویر که خلبان نیروی هوایی هند می باشد(شاهرخ خان) که مأمور امداد و نجات است، نجات پیدا می‌کند.
ویر (خلبان هندی)در همان نگاه اول عاشق زارا می‌شود و این مقدمه‌ای است بر یک عشق آتشین. بعد از اینکه زارا خاکستر خدمتکار خانه را در رودخانه می‌ریزد، ویر از وی دعوت می‌کند که یک روز به روستای آن‌ها بیاید و زارا می‌پذیرد. روز بعد ویر زارا را به ایستگاه راه‌آهن می‌رساند و در آنجا نامزد زارا را می‌بیند. نامزد زارا برای اینکه ویر نتواند با زارا ازدواج کند، برای ویر پرونده‌سازی می‌کند و ویر را به مدت ۲۰ سال به زندان می‌اندازد. در این مدت شایعه بوده که ویر در تصادف مرده‌است.
زارا که با نامزدش ازدواج نموده بود، بعد از شنیدن این شایعه از شوهرش جدا می‌شود. بعد از ۲۰ سال وکیلی تازه‌کار (رانی موکرجی) با تمام تلاشی که می‌کند، ویر را آزاد کرده و این دو را با اینکه پیر شده‌اند باز به هم می‌رساند.